# La Caña, Sinaloa
La Caña är en ort i Mexiko.   Den ligger i kommunen San Ignacio och delstaten Sinaloa, i den centrala delen av landet, 900 km nordväst om huvudstaden Mexico City. La Caña ligger 682 meter över havet och antalet invånare är 248.
Terrängen runt La Caña är kuperad åt nordväst, men åt sydost är den bergig. Runt La Caña är det ganska tätbefolkat, med 104 invånare per kvadratkilometer. Närmaste större samhälle är San Juan, 18,4 km väster om La Caña. I omgivningarna runt La Caña växer huvudsakligen savannskog.